# Assa (Mujunkum)
Die Assa (kasachisch Аса; russisch Асса (Assa); im Oberlauf Teris (Теріс); russisch Терс (Ters)) ist ein Fluss in Kasachstan und Kirgisistan in Zentralasien.
Die Assa entspringt im Höhenzug Qaratau im äußersten Süden des Gebietes Schambyl. Im Oberlauf heißt der Fluss Teris. Er fließt in östlicher Richtung. Bei Nurkent durchfließt er den Teris-Asjibulak-Stausee. Er nimmt mehrere rechte Zuflüsse auf, die im Talas-Alatau entspringen. Auf einer Strecke von etwa 10 km bildet er die Staatsgrenze zwischen Kasachstan und Kirgisistan. Der Fluss vollführt einen Bogen nach Norden und später nach Westen. Er fließt westlich an der Stadt Taras vorbei. Er passiert kurz darauf den gleichnamigen Ort Assa und erreicht die Mujunkum-Wüste. Der Fluss mündet in den See Biliköl. Diesen verlässt er in nördlicher Richtung, durchfließt den See Aqköl sowie den Ort Aqköl. Schließlich wendet er sich nach Westen und fließt parallel zu dem nördlich verlaufenden Fluss Talas, bevor er in der Wüste versickert.
Die Assa hat eine Länge von 253 km. Das Einzugsgebiet umfasst 9210 km². Der Fluss wird vielfältig gespeist, von der Schneeschmelze, vom Schmelzwasser der Gletscher sowie von Niederschlägen. Bevor der Fluss das Gebirge verlässt, weist er einen mittleren Abfluss von 12 m³/s auf. Ein Teil des Flusswassers wird zu Bewässerungszwecken abgeleitet.